# Ralph N. Philbrick
Ralph N. Philbrick (1934) es un botánico estadounidense, especializado en cactus y suculentas, y descubridor de algunas de sus variedades.
Desarrolló actividades científicas en el Jardín botánico de Santa Bárbara. Y publica, habitualmente, en Cactus and Succulent Journal.

## Algunas publicaciones
- steven a. Junak, ralph Philbrick. 1994. The Vascular Plants of Todos Santos Island, Baja California, Mexico. The Fourth California Islands Symposium, editó W. L. Halvorson, G. J. Maender. Santa Barbara Museum of Natural, Santa Barbara, CA.

- -------------------, -------------------, charles A. Drost. 1993. A Revised Flora of Santa Barbara Island: An Annotated Catalog of the Ferns and Flowering Plants and a Brief History of Botanical Exploration. Ed. reimpresa de Santa Barbara Botanic Garden, 59 pp.

- ralph n. Philbrick, j.r. Haller. 1977. The southern California islands. En: Barbour, Michael G.; Malor, Jack, eds. Terrestrial vegetation of California. New York: John Wiley & Sons: 893-906
- La abreviatura «Philbrick» se emplea para indicar a Ralph N. Philbrick como autoridad en la descripción y clasificación científica de los vegetales.[1]